# برنامج التلقيح للتحصين من الجمرة الخبيثة
برنامج التلقيح للتحصين من الجمرة الخبيثة Anthrax Vaccine Immunization Program (AVIP)، هو اسم لسياسة وضعت من قبل الحكومة الفدرالية للولايات المتحدة لتحصين جيشها والأشخاص المميزون المدنيون بلقاح الجمرة. بدأ البرنامج بأوائل 1997 من قبل حكومة كلينتون. بعدها تم تفعيله في إدارة الأغذية والأدوية (FDA) والعقبات القضائية (التركيز بشكل أساسي على مدى صلاحية اللقاح المصنع من قبل بيو بورت شركة تابعة لحلول حيوية طارئة).

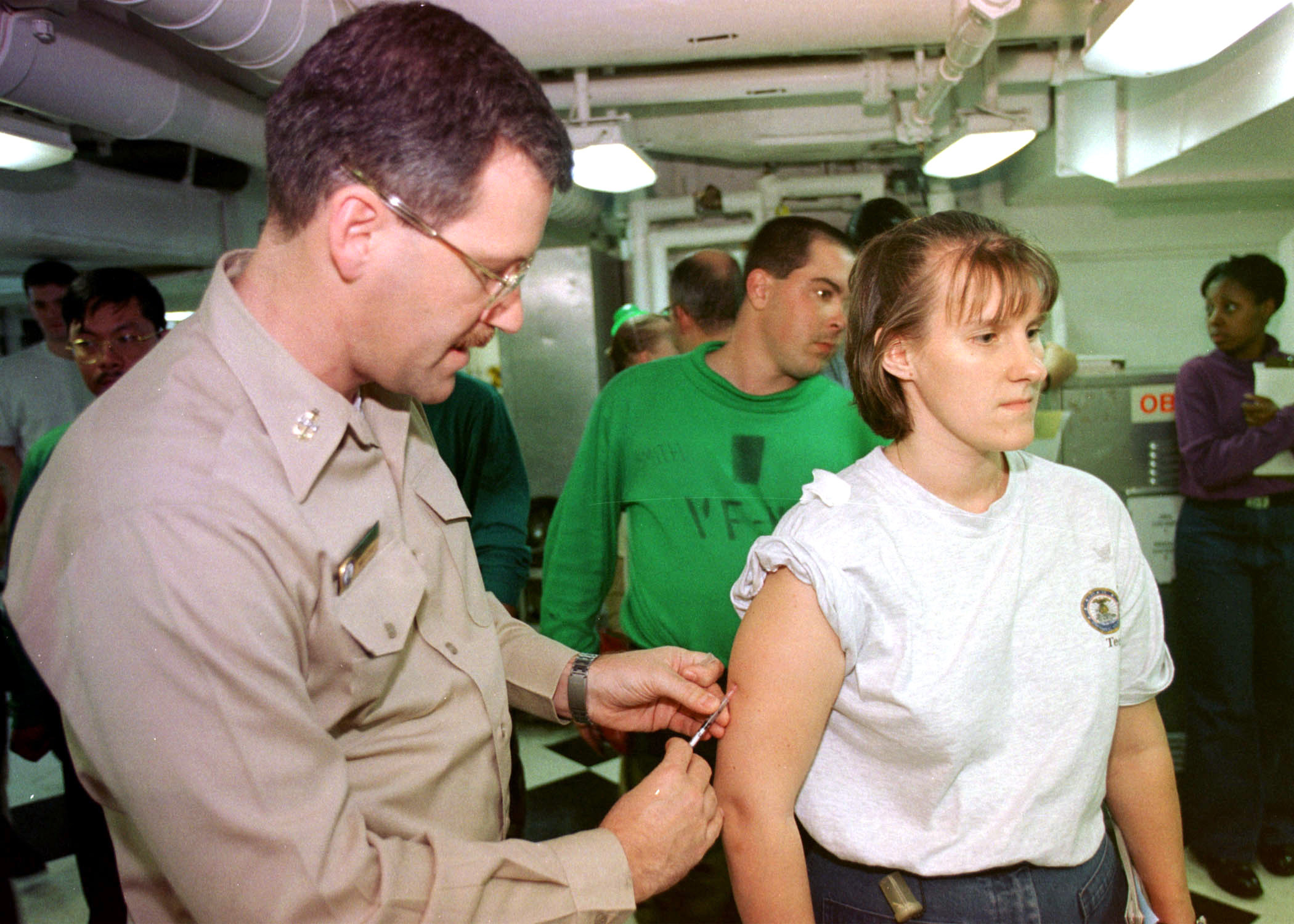
ضابط الصف البحري John Payhurst يدير أول سلسلة لقاح الجمرة ل6,200 بحار في 17 آذار 1998على متن حاملة الطائرات USS John C. Stennis

## تاريخياً
في 1998 طلبت حكومة كلينتون تلقيح جميع أعضاء الجيش. ، بالرغم من حقيقة أن FDA أصدرت رسالة تحذيرية لمصانع لقاح الجمرة تهدد بسحب صلاحيات منتجاتها مالم تتخذ اجراءات مباشرة لتصحيح مقادير النقص في 11 آذار 1997 (انظر الملحق 6). في حزيران 2001 أوقفت DOD إعطاء اللقاح لانه لم يتم أي تحسين في عملية التصنيع في بيو دوت. ستجابة للمطالبات في
في 15 تشرين الأول قدم أعضاء الجيش عريضة مدنية لFDA وضحوا فيها حقيقة أن صلاحيات لقاح الجمرة المكثف anthrax vaccine adsorbed (AVA) لم يتم تحديدها أبداً من قبل FDA بموجب المتطلبات 21 CFR § 10.30 وDocket # 01P-0471.
استخدمت بعدها العريضة كقاعدة أساسية في الامر التمهيدي للمحكمة الفيدرالية بأيقاف مؤقت للبرنامج [Doe v. Rumsfeld, 297 F. Supp. 2d 119 (D.D.C. 2003)].
في 28 حزيران 2002، في يقظة هجمة الجمرة 2001 ووصولاً إلى احتلال العراق 2003 ، طلب من كافة أعضاء الجيش بأخذ لقاح الجمرة. (بالإضافة على لقاحات أخرى مثل الجدري وأمراض أخرى مثل التهاب الدماغ الياباني،Pneumococcal ، مرض الكزاز وغيرها).

بينما كان لعدة أشخاص من الجيش تساؤلات عن مدى كون اللقاح آمناً، اعتبر وقتها الأمر باللقاح قانونياً، فنتج عنه رفض للقاح مع خطر انتشار الفوضى، بما في ذلك الإعفاء من العمل (يعني فقدان العمل مع كل فوائده حسب نوع الإعفاء). هذا الضغط شكل عامل احتفاظ حاسم على الأقل بالنسبة للطيارين الاحتياطيين وأعضاء الطاقم والحرس الوطني.
 لاحقاً في ذلك الشهر أقامت DOD صلاحياتها لتشمل أي شخص قضى 15 يوماً أو أكثر في مناطق خطر الإصابة بالجمرة مثل الخليج الإيراني أو شبه الجزيرة الكورية.

في كانون الأول 2003، أصدر القاضي Emmet G. Sullivan في المحكمة المحلية لواشنطن الولايات المتحدة قانوناً بعدم إجبار وزارة الدفاع للجيش بأخذ اللقاح إلا بقرار رئاسي.
في تشرين الأول 2004 وخلال 8أيام (بين 20-28) استُأنِف لقاح الجمرة الخبيثة،  لكن بعدها جاء الامر القضائي ضد اللقاح الإجباري على أساس أن اللقاح الممتص لبيو بورت للجمرة لم يتم تطويره ليمنع الجمرة الخبيثة المستنشقة.
وأقر القانون أن البرنامج الإجباري غير شرعي. وعلى DoD إما أن تمنح الأفراد حرية الاختيار بعد تزويدهم بالمعلومات المهمة عن اللقاح، أو السماح للرئيس بإصدا الأوامر التنفيذية الضرورية لذلك (Doe v. Rumsfeld, 341 F. Supp. 2d 1, 6 (D.D.C. 2004)). والأفراد في الجيش الذين بدأوا باللقاح (والذين أعطوا جرعات معززة) عليهم متابعة البرنامج بموافقة مطَّلَعة. أما الذين ملكوا الخيار منذ البداية اختاروا عدم التلقيح. Deborah Funk 25 تموز 2005.
أعلنت الحكومة انها ستستأنف برنامج اللقاح بموافقة مطلعة اعتباراً من نيسان 2005.
في 15 ديسمبر 2005 أصدرت الحكومة القانون النهائي  لحالة اللقاح للجمرة الخبيثة، وإلغاء التلقيح الإجباري. بعد إجراء مراجعة شاملة للدليل العلمي وملاحظات المهمة من قبل العامة، صرحت الحكومة من جديد أن القاح مرخص للوقاية من الجمرة بغض النظر عن طريقة التعرض للمرض. فيما يتعلق بالقوانين السابقة صرحت المحكمة الفدرالية المركزية بالانقلاب على نظام الحقن في 2006، بدل مناقشة القضية المعتمدة على ترخيص الحكومة الجديد لعام 2005.[ Doe v. Rumsfeld, 127 Fed. App’x 327 (D.C. Cir. 2006)].
في 16 أكتوبر 2006 أعلن الجيش عن استئناف لأشخاص معينين من جديد، لكن اللقاح بقي اختيارياً حتى التوجه الآخر للحكومة.
حالة الاستئناف الرسمية ل DoD للبرنامج انتظرت رسائل تعميم الخدمات.
في 13 ديسمبر 2006 قامت دعوى قضائية بمستوى فعلي جديد.، اعتماداً على تأييد 6 مدّعين بدون ذكر الأسماء، وتم إحياء المعركة ضد برنامج التلقيح الإجباري.
بناءً على وثائق المحكمة المسلَّمة الأساسية للدعوى القضائية هو شكاوي المدّعين بأن اللقاح لم يتم تطويره لهذا الشكل من الاستخدام المطبق. وتقول الدعوى القضائية أن «المدّعين سيعانون من إصابات جانبية غير قابلة للشفاء إذا أجبروا على أخذ اللقاح»، حيث جاء في الشكوى انه لم يتم تطويره من قبل الحكومة، بغض النظر عن «القانون النهائي» لمنظمة الغذاء والدواء للقاح في 15 ديسمبر 2005. وكذلك جاء في الشكوى أن قسم الدفاع فشل في اتباع الإرشادات الرئاسية والقوانين الاتحادية التي تتطلب من الحكومة توفير موافقة مطَّلَعة قبل إعطاء لقاح تجريبي لأحد.
في 8 شباط 2007 عاد الجيش للقاح الإجباري لجماعات مختلفة. سياسات التخصيص واختيار المجموعات بالاعتماد على تقسيم الخدمات.
بحلول شهر آب عام 2007 صرحت المحكمة الاصلية أن AVIP لم يبرر مسبقاَ وبشكل فعلي للحكومة القاعدة الضرورية لإجراء اللقاح في 2005. وافقت المحكمة أخيراً على أخذ رأي الأغلبية في الدعوى ضد المدّعى عليهم DoD وFDA [Doe v. Rumsfeld, 501 F. Supp. 2d 186, 188 (D.D.C. 2007)].
في آذار 2008 صرح قاض فدرالي آخر أن القانون الرئيسي برأيه فيما يتعلق بالتقارير المكتوبة «أخذ قرارات القاضي Sullivan في Doe v. Rumsfeld ككل واستنتج: القرار الذي اتخذته FDA في ديسمبر 2005 كان بإجبار أفراد الجيش للخضوع لتلقيح إكراهي بسبب ان اللقاح إما لأنه لم يحصل على وثيقة تنازل رئاسية أو لانه لم يرخص للاستخدام ضد الجمرة».
في 6 آب 2008 بينت مذكرة فدرالية أن «فشل» برنامج لقاح الجمرة كان كمحفز رئيسي له في خريف 2001 حيث غزت رسائل الجمرة المزعوم انها ارتكبت من قبل عالِم الجيش الدكتور Bruce Ivins.
أوحت الوثائق الفدرالية لFDA «إيقاف هذا المنتج» للقاح الجمرة قبل الهجمات مباشرة (التحليلات الفيدرالية والرسائل الإلكترونية للدكتور متوفرة في الشهادة الخطية في pp. 12–16).
فشل اختبارات الفاعلية منع منظمة FDA من الموافقة. واطلقت المباحث الفدرالية رسائل إلكترونية من خلال الدكتور Ivins تظهر ان «اللقاح لم يجتز الاختبارات الفعالية» و«ليس هناك نتائج مصدّقة». وشرحت الFBI علاقة الدكنور بفشل اختبارات الفعالية. ووثقت الشهادة الخطية الفدرالية أيضاً استقبال الدكتور لأكبر شرف من قسم الدفاع «لإرجاع اللقاح لحالة الإنتاج من جديد». فسرت بيانات الصحيفة القضائية أن هجمة رسائل الجمرة للدكتور Ivins كانت بدافع: «بالقيام بهذه الهجمات يخلق حالة أو سيناريو يدرك فيها الجميع حاجتهم لهذا القاح».
في أكتوبر 2008 صرح مايكل أوكرلوند ليفيت سكرتير الخدمات الصحية والبشرية بالحاجة إلى «تأمين حماية موثوقة وهادفة لكميات الجمرة» لأنني «وجدت أن هناك تهديد بخطر انتشار B. anthraci sوالمرض الناتج عنه والذي يشكل حالة طوارئ صحة عامة» حتى عام 2015.
طوارئ الحلول الحيوية استعدت مباشرة لتزويد 14.5 مليون جرعة لقاح جمرة بحلول 2011.
في 19 شباط 2010 أطلقت المباحث الفدرالية المذكرة النهائية حول تحقيقات الجمرة. ال«دافع» وفقاً لها فُصِّل في الصفحة 8 من التقرير:«الدافع بناءً على رسائله وتصريحات أصدقائه، في الأشهر التي قادت لهجمات الجمرة في خريف 2001 هو كون الدكتور تحت ضغوط شخصية وتخصصية. برنامج اللقاح الذي سخر لها الدكتور كل حياته المهنية لأكثر من 20 سنة كان يفشل. كان يحصل اللقاح على انتقادات من العلماء من مناطق مختلفة بسبب مشكلتي النفوذ والادعاءات على لقاح الجمرة من قبل Gulf War Syndrome. وبسبب بعض الاختراقات والمقاطعات خاف الدكتور من أن الدراسات والأبحاث المتعلقة باللقاح لن يتم إتمامها.بعد هجمات الجمرة تم بشكل مفاجئ تجديد برنامجه.» وتتابع المباحث في الصفحة 39 ما وجدته "خلال أشهر قليلة من هجمات الجمرة تعقبت المنظمة الإجراءات المتاحة وطورت لقاح الجمرة المكثف Anthrax Vaccine Adsorbed (“AVA”) على الرغم من انها لم تجد المعايير الأصلية. هذا كان المغزى من تطوير الباحثين للجمرة".
إلى يومنا هذا يصرح قسم الدفاع بثورة برنامج لقاح التحصين من الجمرة بدون اعتبار التصحيحات في التقارير للجنود المعاقبين سابقاً في ضوء الشرح السابق للاكتشافات الإجرامية والغير القانونية المرتبطة بلقاح الجمرة.

## كتيّب
يوزع هذا الكتيب لأعضاء الجيش بخصوص اللقاح بعد استعمال التفويض الطارئ من قبل FDA بعد 4نيسان 2005.

## وصلات خارجية
- الموقع الرسمي لقسم الولايات المتحدة للدفاع نسخة محفوظة 14 مايو 2015 على موقع واي باك مشين. للقاح الجمرة.
- الوقت المحدد لللقاح بالنجوم والأشرطة.
- إدارة مصادر لقاح أفراد الجيش ذكرت من قبل Kathryn D. Hubbell عضو قوات جوية سابق.
- Q&A من البحرية بخصوص لقاح الجمرة من 2002.